# Saropogon gigas
Saropogon gigas là một loài ruồi trong họ Asilidae. Saropogon gigas được Becker miêu tả năm 1913. Loài này phân bố ở vùng Cổ Bắc giới và châu Á.